# Markus Egger (Fußballspieler)
Markus Egger (* 15. Januar 1990) ist ein österreichischer Fußballspieler. Der Torhüter spielt beim österreichischen Bundesliga-Verein FC Wacker Innsbruck.

## Sportliche Laufbahn
Egger begann seine Karriere 1996 in der Jugendmannschaft des WSG Wattens, wo er nach 12 Jahren 2008 in den Kader der ersten Mannschaft geholt wurde. Sein Debüt in der Regionalliga West gab der Torhüter am 21. Mai 2008 gegen den FC Kufstein. Egger hielt seinen Kasten sauber und die Wattener gewannen in Kufstein 2:0. In der darauffolgenden Saison kam er auf weitere sieben Einsätze, ehe er in der Spielzeit 2009/10 zum Stammspieler reifte. In dieser Saison konnte er im ersten Meisterschaftsspiel zusätzlich ein Tor erzielen. Nach einer weiteren Saison als Stammtorhüter wechselte er im Juli 2011 zum Bundesligisten FC Wacker Innsbruck.
Dort kam er anfangs bei den Amateuren, wiederum in der Regionalliga West, zum Einsatz. Nach einer Verletzung des etatmäßigen Einsertorhüters Szabolcs Sáfár kam er zu zwei Bundesligaeinsätzen. Sein Debüt in der höchsten österreichischen Spielklasse gab Egger am 27. August 2011 gegen den SV Mattersburg, als er in der 3. Minute für den Ungarn eingewechselt wurde. Das Spiel endete 1:1. Daraufhin kam er zu einem weiteren Einsatz gegen die SV Ried, wo Egger fünf Mal hinter sich greifen musste. 